# Scardamia seminigra
Scardamia seminigra là một loài bướm đêm trong họ Geometridae.